# فرودگاه انداموکا
فرودگاه انداموکا (به انگلیسی: Andamooka Airport) یک فرودگاه با کد یاتا ADO است . این فرودگاه در کشور استرالیا قرار دارد .